# Нове (Лубенський район)
Нове́ — село в Україні, у Новооржицькій селищній громаді Лубенського району Полтавської області. Населення становить 134 осіб. Колишній орган місцевого самоврядування — Вишнева сільська рада.

## Географія
Село Нове знаходиться між річками Сліпорід (4 км) і Гнила Оржиця (7 км). На відстані 3 км розташовані села Вишневе і Максимівщина.

## Історія
- 2008 - селище Нове отримало статус село.
- 12 червня 2020 року, відповідно до розпорядження Кабінету Міністрів України № 721-р «Про визначення адміністративних центрів та затвердження територій територіальних громад Полтавської області», село увійшло до складу Новооржицької селищної громади[1].
- 19 липня 2020 року, в результаті адміністративно - територіальної реформи та ліквідації Оржицького району, село увійшло до складу новоутвореного Лубенського району[2].